# The Reign of the Superman
The Reign of the Superman ist eine Kurzgeschichte von Jerry Siegel, die von Joe Shuster illustriert wurde. Sie erschien im Januar 1933 und war die erste Erwähnung des Namens Superman, den die beiden später für ihren Superhelden verwendeten.

## Handlung
Der Mad Scientist Professor Ernest Smalley, ein Chemiker, liest den Schausteller Bill Dunn vor einer Suppenküche auf und rekrutiert ihn für ein Experiment. Im Austausch für eine warme Mahlzeit und neue Kleider nimmt Bill an. Der Trank von Ernest verleiht dem Obdachlosen telepathische Kräfte, vergiftet aber auch seinen Verstand. So trachtet er nun danach, die Welt zu beherrschen und verwendet seine Kräfte für das Böse. Er tötet seinen Erschaffer, muss dann jedoch feststellen, dass die Kräfte nur für kurze Zeit andauern. Er versucht den Trank wiederherzustellen, versagt aber. Als seine Kräfte langsam schwinden, realisiert er, dass er nun zurück in sein altes Leben muss.

## Veröffentlichung
Die beiden High-School-Freunde Jerry Siegel und Joe Shuster begannen während der Great Depression verschiedene Kurzgeschichten an etablierte Science-Fiction-Magazine zu senden. Sie werden aber abgelehnt. So begannen sie selbst ein Fanzine herauszugeben. Shusters Science Fiction: The Advance Guard of Future Civilization bringt es auf fünf Ausgaben.
Die Kurzgeschichte entstand 1932. Das erste Auftauchen eines Charakters namens Superman hatte jedoch noch wenig mit dem später in Action Comics #1 auftauchenden Superhelden zu tun. Vielmehr war Siegel inspiriert von Friedrich Nietzsches Also sprach Zarathustra, beziehungsweise dem Motiv des Übermenschen, in Verbindung mit dem Frankenstein-Mythos. „Superman“ ist auch eine der Übersetzungen des philosophischen Konzepts. In der englischsprachigen Literatur wurde der Name bereits von George Bernard Shaw 1903 für sein Stück Mensch und Übermensch (engl. Man and Superman) verwendet. Außerdem ließ Edgar Rice Burroughs Jane Porter in seinen Tarzan-Büchern den Helden aus dem Dschungel so ansprechen. Insbesondere Tarzan wurde später von Jerry Siegel als Einfluss auf Superman genannt.
Im Januar 1933 erschien schließlich die dritte Ausgabe des Magazins mit The Reign of the Superman, wobei Siegel das Pseudonym Herbert S. Fine verwendete. Joe Shuster illustrierte die Geschichte. Das Aussehen des Supermans ist hierbei im Stil von Supermans späteren Erzrivalen Lex Luthor als an die spätere Comicfigur Superman angelehnt.

## Weitere Verwendung
Eine digitale Version der Geschichte ist in die University of Florida Digital Collections aufgenommen worden. Die ursprüngliche Ausgabe ist heute ein begehrtes Sammlerstück, das 2006 für 47.800 US-Dollar versteigert wurde.

## Ausgaben
- Science Fiction: The Advance Guard of Future Civilization #3. Herausgegeben von Jerry Siegel. Cleveland, Ohio Januar 1993.
- Nemo, the Classic Comics Library #2 (August 1983)
- archive.org